# Santiago Millas
Santiago Millas ist ein nordspanischer Ort und eine aus dem Hauptort und mehreren Weilern (pedanías) bestehende Gemeinde (municipio) mit 359 Einwohnern (Stand: 2024) in der Comarca Maragatería in der Provinz León in der Autonomen Gemeinschaft Kastilien-León.

## Lage und Klima
Die sechs Dörfer bzw. Weiler der Gemeinde (Barrio de Abajo, Morales del Arcediano, Oteruelo de la Valduerna, Piedralba, Santiago Millas und Valdespino de Somoza) liegen im Osten der Montes de León in Höhen zwischen 900 und 1000 m. Die Entfernung nach Astorga beträgt etwa 10 km (Fahrtstrecke) in nordöstlicher Richtung; die Stadt León liegt etwa 61 km nordöstlich. Das Klima im Winter ist rau, im Sommer dagegen trocken und warm; Regen (ca. 620 mm/Jahr) fällt überwiegend im Winterhalbjahr.

## Bevölkerungsentwicklung
| Jahr      | 1857  | 1900  | 1950  | 2000 | 2017 |
| Einwohner | 1.599 | 1.742 | 1.006 | 351  | 338  |

Aufgrund der durch die Mechanisierung der Landwirtschaft und der Aufgabe von bäuerlichen Kleinbetrieben ausgelösten Landflucht ist die Bevölkerung der Gemeinde seit der Mitte des 20. Jahrhunderts kontinuierlich rückläufig.

## Wirtschaft
Bis zur Mitte des 20. Jahrhunderts lebten die Bewohner der Gemeinde hauptsächlich als Selbstversorger von der Feldwirtschaft und von ein wenig Viehzucht; außerdem verdienten einige von ihnen als Fuhrleute ein wenig Geld. Heute werden viele leerstehende Häuser als Ferienwohnungen (casas rurales) vermietet.

## Geschichte
Die Römer betätigten sich in der Region als Goldsucher. Westgoten und Mauren haben dagegen keine archäologisch verwertbaren Spuren hinterlassen. Der Ort wird erstmals im Jahr 1334 urkundlich erwähnt; seit dem Mittelalter gehörte das Gebiet um Santiago Millas zur Grundherrschaft (señorio) des Bistums Astorga.

## Sehenswürdigkeiten

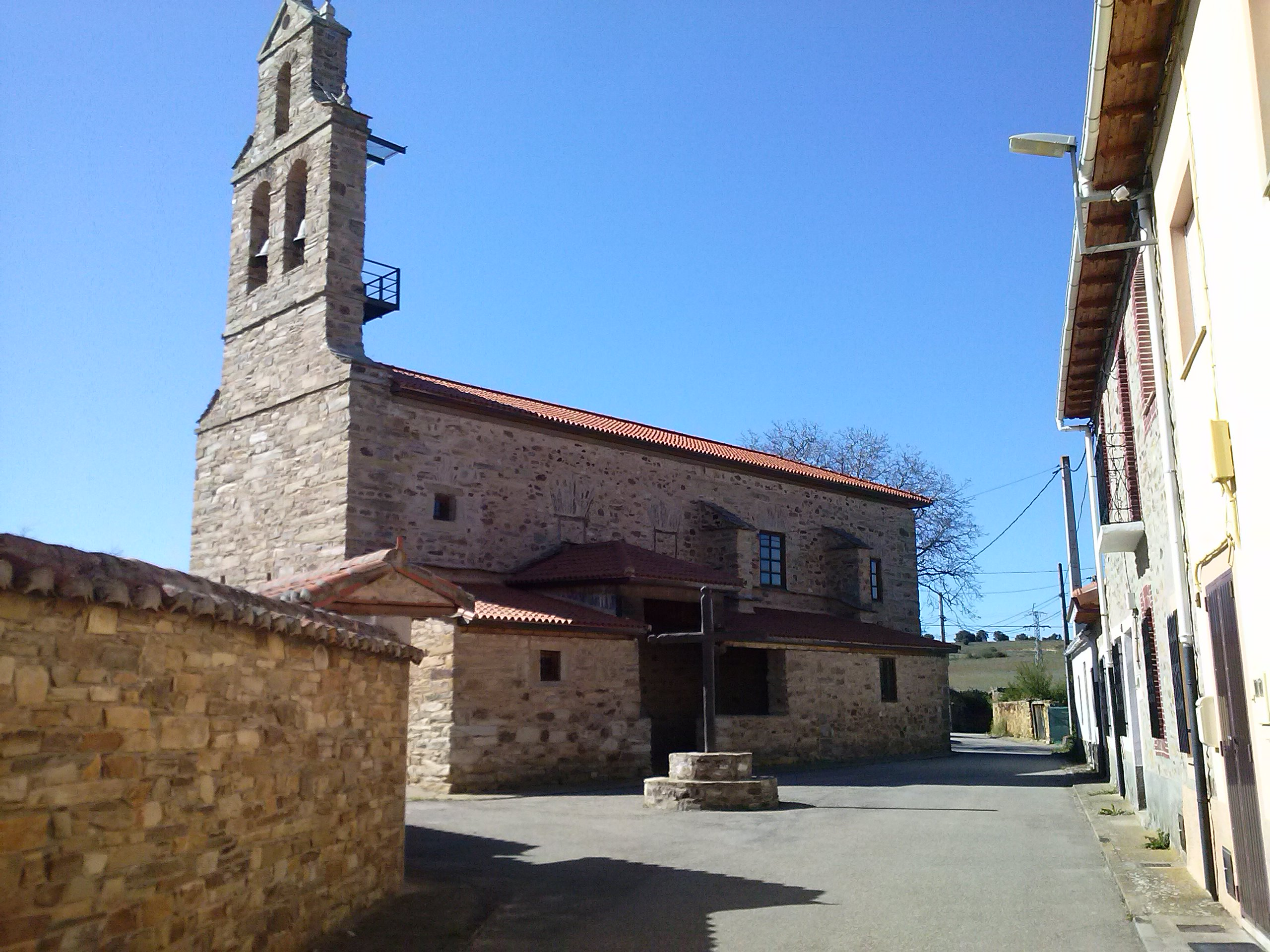
Kirche von Morales del Arcediano

- Die meist nur eingeschossigen älteren Häuser in den verschiedenen Dörfern wurden allesamt aus Bruchsteinen errichtet; sie haben nur wenige und meist kleine Fenster, die in früheren Zeiten nicht verglast waren, sondern mit hölzernen Läden geschlossen wurden. Einige wenige zweigeschossige Häuser verfügen über einen nach Süden ausgerichteten hölzernen Balkon.
- Die meist nur einschiffigen Pfarrkirchen und Einsiedeleien (ermitas) waren ebenfalls meist aus Bruchsteinen errichtet und haben in der Regel den Eingang und eine Vorhalle (portico) auf der Südseite und einen Glockengiebel (espadaña) oder sogar einen Glockenturm (campanario) im Westen – ansonsten wurde auf äußeres Dekor weitgehend verzichtet.
- Im Ort gibt es ein Fuhrwerksmuseum (Museo de la Arriería).

## Persönlichkeiten
Große Verehrung in der Region und darüber hinaus genoss der aus Santiago Millas stammende Santiago Alonso Cordero (1791–1865), genannt Maragato Cordero, nicht nur wegen seines Kampfes gegen die napoleonischen Truppen, sondern weil er in Madrid als Abgeordneter in den Cortes, denen er seit 1836 angehörte, ungeachtet der aktuellen Mode in maragatischer Tracht auftrat.